# Fronteira Mongólia–Rússia
A fronteira entre Mongólia e Rússia é a linha que limita os territórios da Mongólia e da Rússia. Esta linha interrompe a continuidade da fronteira China-Rússia, porque a Mongólia está encravada entre os seus dois vizinhos, constituindo um estado-tampão.

## Passagens de fronteira
Na fronteira existem dez pontos de travessia oficiais. Dois deles são cruzamentos ferroviários, mas apenas um (Naushki) tem tráfego de passageiros. Três pontos de passagem de fronteira rodoviária são designados como "multilaterais", para qualquer titular de passaporte (Tashanta-TcagaanNur, Kyakhta-Aganbulag, Solovjovsk - Erentsav). Outros cinco postos fronteiriços rodoviários são designados como "bilaterais", o que significa que estão abertos apenas aos cidadãos dos dois países fronteiriços, e não aos cidadãos de outros países. O ponto de passagem de fronteira próximo ao famoso Lago Khövsgöl (Mondy-Khankh) é bilateral.

## Violações de fronteira
De acordo com um artigo publicado em 2005, os principais problemas na fronteira russo-mongol, especificamente na seção da República de Tuva, eram o roubo de gado transfronteiriço (em ambas as direções) e o contrabando de carne.

## Regiões fronteiriças
- Mongólia:
  - Bayan-Ölgiy
  - Bulgan
  - Dornod
  - Hentiy
  - Hövsgöl
  - Selenge
  - Uvs
  - Zavhan
- Rússia:
  - Buriácia
  - Oblast de Tchita
  - República de Altai
  - Tuva